# 留守邦寧
留守 邦寧（るす くにやす）は、江戸時代後期の武士。陸奥国仙台藩一門第三席・水沢伊達家13代（留守氏30代）当主。伊達邦寧とも。

## 生涯
天保元年（1830年）3月15日、水沢伊達家11代当主・伊達宗衡の五男として水沢にて誕生。幼名は福松。
天保14年（1843年）、元服し景道と名乗る。慶応元年（1865年）兄・邦命の死去により家督と知行1万6000石を相続し、水沢邑主となる。
慶応4年（1868年）戊辰戦争の際には、13代藩主・伊達慶邦の代理として白河口に出陣する。戦局の不利により藩論が恭順に傾くと、藩主の命で降伏の正使となる。敗戦により、本藩が62万石からを28万石に減封され、邦寧も水沢領を失う。隠居した慶邦に代わり新藩主となった伊達宗基の後見を務めた。
明治2年（1869年）仙台藩少参事。同年、胆沢県大参事となった安場保和に県庁給仕の人選を依頼され、旧臣の子弟片桐清治、斎藤実、後藤新平を推挙した。安場の引き立てを受け、斎藤、後藤は栄達することとなった。明治4年（1871年）8月国幣社権宮司、10月権少教正。明治7年（1874年）11月22日東京で死去。享年45。